# Bahrain Air
Bahrain Air – bahrajńska tania linia lotnicza z siedzibą w Manamie. Głównym węzłem był port lotniczy Bahrajn. 12 lutego 2013 roku, linie ogłosiły bankructwo.